# Cnidoglanis macrocephalus
Cnidoglanis macrocephalus és una espècie de peix de la família dels plotòsids i de l'ordre dels siluriformes.

## Morfologia
- Els mascles poden assolir 91 cm de longitud total[1] i 2.500 g de pes.[2]
- Nombre de vèrtebres: 77-78.[3]

## Alimentació
Els adults mengen principalment mol·luscs i poliquets.

## Depredadors
És depredat per Platycephalus speculator, Pelecanus conspicillatus, Phalacrocorax carbo, Phalacrocorax melanoleucos i Phalacrocorax varius.

## Hàbitat
És un peix demersal i de clima temperat que viu fins als 30 m de fondària.

## Distribució geogràfica
És un endemisme d'Austràlia.

## Longevitat
Pot arribar a viure 13 anys.

## Observacions
La presència d'espines esmolades a les aletes dorsal i pectoral poden infligir ferides doloroses.